# Hérouennéfer
Hérouennéfer est un chef militaire d'origine nubienne durant l'époque lagide en Égypte antique. Il aurait participé à la bataille de Raphia (ou Rafia) en 217 av. J.-C. sous le règne de Ptolémée IV et à la victoire des troupes égyptiennes contre Antiochos III le Grand. De retour en Haute-Égypte il aurait mené la révolution contre le despote Ptolémée. Il serait mort avant 197 av. J.-C. et aurait été remplacé par Ânkhmakis (connu sous le nom de Chaonnophris ou Ânkhouennéfer) qui aurait maintenu l’indépendance d’une grande partie de la Haute-Égypte jusqu’en 186 av. J.-C.
Le nom d'Hérouennéfer est inscrit sur un ostracon (éclat de calcaire) retrouvé à Karnak, datant de novembre 206 av. J.-C. ; c'est le plus ancien document mentionnant ce pharaon.
Un graffiti sur un mur du temple funéraire de Séthi Ier à Abydos lui donnant le nom grec Hyrgonaphor et datant d'environ 201 av. J.-C. atteste l'étendue de son influence. Ce graffiti est l'un des rares documents restants de son règne. Il est écrit en égyptien en utilisant des lettres grecques, le plus ancien témoignage d'un développement vers l'écriture copte, remplaçant l'égyptien démotique.
Après la reconquête de la Haute-Égypte, les Ptolémées auraient effacé toute trace de ces deux personnages. Cependant la pierre de Rosette que Jean-François Champollion utilisa pour redécouvrir les hiéroglyphes mentionne des révoltes égyptiennes[réf. nécessaire].